# Nephrokalzinose
Als Nephrokalzinose wird die Ablagerung von Calcium-Salzen im Gewebe der Niere bezeichnet. Die Ablagerung erfolgt im Epithel, im Lumen der Nierenkanälchen und im Zwischengewebe der Niere und führt zu einer chronischen Tubulointerstitiellen Nephritis. Diese fällt klinisch häufig erst durch die begleitende Bildung von Harnsteinen mit Nierenkoliken oder durch eine Chronische Niereninsuffizienz auf.

## Vorkommen
Die Häufigkeit ist nicht bekannt.

## Ursachen
Ursachen können ein gestörter Calciumstoffwechsel, „Verkalkung“ eines vorgeschädigten Nierengewebes oder Ablagerungen im Rahmen von Amyloidose oder Plasmozytom, auch Milch-Alkali-Syndrom sein sowie eine länger andauernde Hyperphosphaturie.

## Einteilung
Unterschieden werden können:
- Primäre Form bei gesundem Nierengewebe, bei Störung des Kalziumstoffwechsels (Hyperkalzämie) mit erhöhter Ausscheidung über die Nieren oder einem zu hohen pH-Wert, z. B. Hyperparathyreoidismus, Idiopathische Hyperkalziurie
- Sekundäre Form bei vorgeschädigtem Nierengewebe, z. B. nach Nekrose der Tubuli, bei Amyloidose, Sarkoidose oder Multiplem Myelom, nach Immobilisation

Nach der Lokalisation im Nierengewebe kann unterschieden werden:
- medulläre Form, im Nierenmark, in mehr als 90 %, bei
  - Renaler tubulärer Azidose Typ 1, bei Kindern häufige Ursache renaler Tubulopathie
  - Hyperoxalurie
  - Tubulopathien mit Kaliumverlust (z. B. Burnett-Syndrom) oder Magnesiumverlust
  - Hypophosphatämische Rachitis
  - Hypophosphatasie
  - Fanconi-Syndrom
  - Hypervitaminose D
  - Markschwammniere
- kortikale Form, in der Nierenrinde, bei Nierenvenenthrombose (bei Säuglingen bei Weitem die häufigste Ursache), chronische Glomerulonephritis, nach Trauma oder Niereninfarkt
- fokale Form, örtlich umschrieben, strenggenommen keine Nephrokalzinose, sondern eine Nierenverkalkung, bei Xanthogranulomatöse Pyelonephritis, Nierenabszess, Papillennekrose, Tuberkulose oder Mykose sowie bei Gefäßmalformation in der Niere, Verkalkung im Tumor bei Hypernephrom, im Hämatom oder im Rand einer Zyste

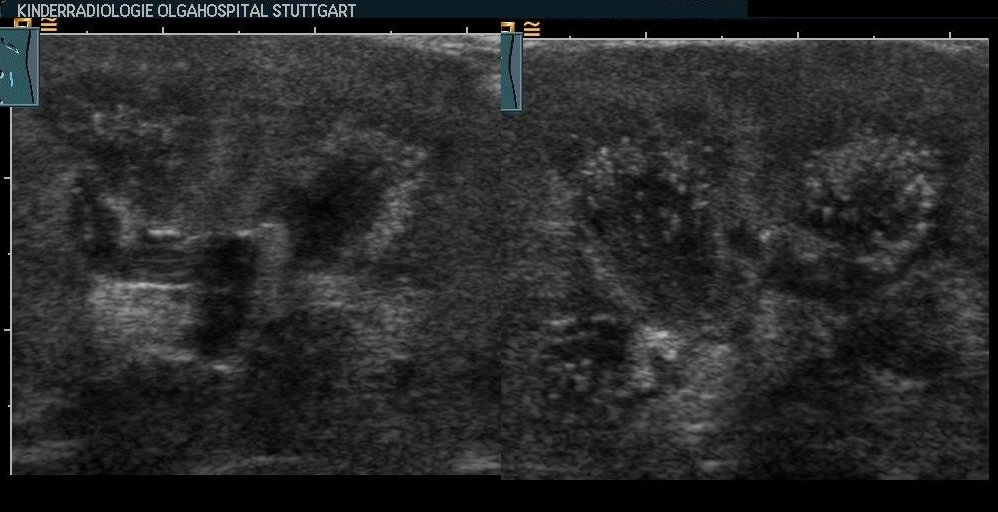
Nephrokalzinose, ringförmig (sonographischer Grad I) bei einem 10-Jährigen

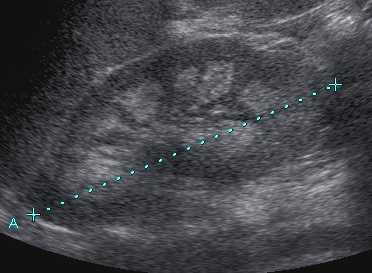
Medulläre Nephrokalzinose in der Sonographie (Grad II)

## Diagnostik
Sofern keine Nierenkoliken und keine Niereninsuffizienz vorliegen, handelt es sich oft um einen Zufallsbefund. Die Sonographie im Rahmen der Kindervorsorgeuntersuchung ist ein äußerst empfindliches Nachweisverfahren.
Der Schweregrad der Veränderungen kann sonographisch unterteilt werden:
- Grad I: geringe, ringförmige Echogenitätsvermehrung zwischen Markpyramiden und Nierenrinde
- Grad II: geringe diffuse Echogenitätsvermehrung der gesamten Markpyramide
- Grad III: ausgeprägte, homogene Echogenitätsvermehrung

Im Röntgenbild können später erst Verkalkungen nachgewiesen werden.

## Therapie
Die Behandlung richtet sich zunächst gegen die Hyperkalzämie durch Erhöhung des Harndurchflusses (Diurese), ggf. Bisphosphonate oder Kalzitonin und dann gegen die zugrunde liegende Ursache.

## Geschichte
Historische Bezeichnungen sind englisch Albright's calcinosis; Anderson-Carr kidney nach Fuller Albright sowie dem US-amerikanischen Chirurgen L. F. Anderson und dem britischen Radiologen Reginald J. Carr.